# Unknown (2006)
Unknown (bra: Os Desconhecidos; prt: Estranhos) é um filme estadunidense de 2006, dos gêneros drama e suspense, dirigido por Simon Brand.

## Sinopse
Cinco homens que não se conhecem acordam desmemoriados numa casa desconhecida e precisam saber em quem confiar, pois podem ter sido sequestrados — e o sequestrador ser um deles.

## Elenco
- James Caviezel .... Mitch Wozniak
- Greg Kinnear .... Richard McCain
- Barry Pepper .... Bill Coles
- Joe Pantoliano .... Brockman
- Jeremy Sisto .... Bobby Kinkade
- Bridget Moynahan .... Eliza Coles
- Peter Stormare .... Stefan Burian
- Chris Mulkey .... detetive James Curtis
- Clayne Crawford .... detetive Anderson
- Kevin Chapman .... detetive McGahey
- Victoria Justice .... Jolie
- Adam Rodríguez .... médico